# Drangiana

Drangiana als persische Satrapie im Osten des Reiches.

Drangiana (altpersische Transkription Zranka-, altpersische Transliteration z-r-k, Deutung und Herkunft des Namens unklar) ist der historische Name für ein Land, das seit den Achämeniden nachweisbar ist. Später war es eine Satrapie des Seleukidenreichs. In der Antike wurde sie zu den der „oberen“ Satrapien gezählt. Heute gehört das Gebiet zu den Ländern Afghanistan, Pakistan und Iran. Kerngebiet waren der Hamun-See und der Helmandfluss. Somit entspricht die geografische Lage von Drangiana ungefähr der Region Sistan im islamischen Mittelalter und dem Norden der heutigen iranischen Provinz Sistan und Belutschistan sowie dem westlich angrenzenden Pakistan und dem südwestlichen Afghanistan.
Die früheste Erwähnung Drangianas findet sich in der Behistun-Inschrift aus dem 6. Jahrhundert v. Chr. Neben der ältesten Erwähnung wird Drangiana in Inschriften von Naqsch-e Rostam (DNa), Persepolis (DPe, XPh) und Susa (DSe) aufgeführt. Die Volksbezeichnung Drangianer findet sich in einer Inschrift von Naqsch-e Rostam (DNe) und Persepolis (A3Pb). Die Bedeutung des Wortes ist nicht sicher. Viele Wissenschaftler übersetzten es früher mit „Wasserland“ ausgehend vom jungavestischen zraiiah- (See) und dem altpersischen drayah- (Meer). Heute ist diese Interpretation aus morphologischen Gründen nicht mehr haltbar. Georg Morgenstierne bevorzugt „Berggipfel“ und bezieht sich damit auf den Berg Kuh-e Khwaja, der das Gebiet dominiert.
Gemäß den antiken Schriftstellern wurde das Gebiet wurde von einem iranischen Stamm bewohnt, der von den Griechen als Sarangianer oder Drangianer bezeichnet wurde und dem Land seinen altpersischen Namen Zaranka gab. Es unterstand dem legendären Königreich von Ninos.
Zunächst unterwarfen es die Meder, danach Kyros II. (550 v. Chr.). Herodot berichtet, Kyros der König von Anschan formte eine neue Koalition aus seinem eigenen persischem Stamm, den Pasargadae, den persischen Stämmen der Maraphii und Maspii, den mächtigen Stämmen (unbekannter Herkunft) der Panthialaei, Derusiaei und Germanii sowie den Nomadenstämmen der Dahae (auch Dai genannt), Mardi (Meder), Dropici and Sagarti (Asagarti). Vermutlich handelt es sich dabei um Stämme aus Drangiana.
Später teilte Dareios I. das zuvor eher locker organisierte Reich in mehrere Steuerdistrikte. Herodot zufolge wurden die Drangianer während der Regierungszeit Dareios I. im selben Distrikt angesiedelt wie die Utianen, Thamanaeaner, Myci und Sagarti, außerdem an den Persischen Golf verschleppt. Bis auf die Thamaneaens und die Mycis findet man diese Stämme auch in Zentralasien.
Die persische Hauptstadt der Drangianer hieß Phrada und mag mit dem heutigen Farah oder auch mit dem achämenidischen Schloss in Dahan-e-ye Gholman beim heutigen Zābol identisch sein. 330 v. Chr. wurde die Region durch Alexander den Großen erobert.
Ab der zweiten Hälfte des zweiten vorchristlichen Jahrhunderts kam die Bezeichnung „Drangiana“ außer Gebrauch und wurde durch die Bezeichnung Sakastan ersetzt, das in der modernen Form Sistan noch heute die Bezeichnung des Gebiets ist. Die Namensänderung wird als Folge eines Einbruchs nomadischer Völker aus Zentralasien nach Parthien und Baktrien in diesem Zeitraum gesehen, den die antiken Schriftsteller Strabon und Pompeius Trogus erwähnen und an dem die Saken beteiligt waren.